# Ossan's Love
Ossan's Love (en japonés: おっさんずラブ, romanizado: Ossan zu Rabu, lit. 'El amor del hombre de mediana edad') es una serie de televisión Yaoi japonesa escrita por Koji Tokuo producida por TV Asahi. Comedia romántica protagonizada por Kei Tanaka, Kōtarō Yoshida y Kento Hayashi en sus papeles principales la trama narra la historia de Soichi Haruta, un oficinista con poco éxito en sus relaciones románticas, a quien su jefe por una parte y su compañero de trabajo por otra le confiesan inesperadamente sus sentimientos románticos por él.
Considerada una de las primeras series de televisión japonesas del género Boys' Love dirigidos a un público generalista no es la adaptación de un manga previo, si bien fue serializado entre 2018 y 2020 por Umebachi Yamanaka para la revista manga Be Love. También se le considera un modelo influyente para las adaptaciones audiovisuales del mismo género producidas tanto en Japón como internacionalmente.
De hecho, debido a su buena aceptación y crítica, lo que inicialmente fue un episodio especial emitido el 30 de diciembre de 2016, se amplió a una franquicia. El elenco original, con algunos cambios, formó parte de una miniserie de siete episodios (2018), una segunda temporada titulada Ossan's Love: In the Sky (2019) y una película, Ossan's Love: Love or Dead, estrenada en 2019.

## Sinopsis
Soichi Haruta es un hombre soltero de 33 años quien, pese a sus intentos de conseguir una novia, no ha tenido éxito ninguno a la hora de encontrarla debido a su falta de habilidades sociales y pobres recursos a la hora de interactuar con los demás. Un día descubre que su jefe, Kurosawa, tiene en secreto una colección de fotografías suyas. Este hecho y la manera que tiene de comportarse con él, dentro y fuera del trabajo, le hace comprender a Soichi que su jefe, pese a estar casado con su mujer Choko, está profundamente enamorado de él. Sorprendido por esta inesperada confesión amorosa Soichi busca consejo entre sus amigos para saber cómo reaccionar. Pero simultáneamente también descubre que no solo su jefe siente una atracción amorosa por él: también su compañero de trabajo Ryota Maki está enamorado en secreto. Atrapado en un triángulo amoroso Soichi deberá decidir la mejor manera de dar solución a esta inesperada situación. 

## Reparto
- Kei Tanaka - Soichi Haruta
- Kento Hayashi - Ryota Maki
- Kōtarō Yoshida - Musashi Kurosawa
- Hidekazu Mashima - Masamune Takekawa
- Nene Ohtsuka - Choko Kurosawa
- Daichi Kaneko - Utamaro Kuribayashi

## Producción
La génesis de Ossan's Love fue la experiencia de la productora de la serie, Sari Kijima, quien en su día también fuera cortejada por una amiga íntima durante su etapa universitaria. Kijima también deseaba explorar el tema de las relaciones románticas surgidas en el ámbito laboral como material para crear una serie de televisión.
El guionista Koji Tokuo decidió entonces enfocar la serie no como la clásica trama amorosa gay entre hombres sino como una comedia romántica en la que, en lugar de tener como pareja principal una dupla hombre-mujer, ambos fueran hombres. Es por ello que Ossan's Love no es considerada una serie LGBT al uso sino una serie que se aproxima más al Yaoi convencional evitando específicamente mostrar aspectos como la homofobia u otros enfoques y temas tratados en las series o películas LGBT. Tokuo también afirmó que, a pesar de estar influenciado por los mangas shōnen y shōjo como Marmalade Boy, la historia es original (aunque posteriormente se serializó en formato manga debido a su buena aceptación).

## Emisión
El 30 de diciembre de 2016 se emitió un episodio especial de Ossan's Love de una hora de duración dentro de un programa especial de series de TV Asahi titulado «Year-end Strange Love Drama» (年の瀬変愛ドラマ). Este episodio tenía en el reparto a Kei Tanaka como Soichi Haruta, Kōtarō Yoshida como Musashi Kurosawa, Motoki Ochiai como Yukiya Hasegawa y Sae Miyazawa como Asuka Minato.
Debido a la buena respuesta recibida TV Asahi decidió crear una miniserie de 7 episodios basada en el episodio especial que se emitió en 2018. Dicha miniserie se estrenó en el programa contenedor de series titulado «Doyō Night Drama» (土曜ナイトドラマ, lit. «Saturday Night Drama»). Tanaka (Haruta) y Yoshida (Kurosawa) repitieron sus roles pero Kento Hayashi reemplazó a Motoki Ochiai (Hasegawa) y Rio Uchida reemplazó a Sae Miyazawa (Minato).
El 22 de enero de 2019 TV Asahi anunció la producción de una segunda temporada de 8 episodios que se estrenó en 2019. Titulada Ossan's Love: In the Sky esta segunda temporada no es una continuación ni del episodio especial ni de la primera temporada sino una re-imaginación de la serie con algunos elementos comunes: se mantienen los personajes principales de Haruta y Kurosawa y se mantiene la trama basada en el triángulo amoroso pero está ambientada en un aeropuerto.
Con otro reparto y adaptaciones en la trama, dado que se produjo en Hong Kong donde también obtuvo una buena respuesta, en 2021 se estrenó una nueva serie de televisión de 15 episodios protagonizada por Tak-Bun Wong, Edan Cheuk-On Lui y Anson Lo.

## Recepción
Ossan's Love se estrenó en TV Asahi canal de televisión privada nipón y uno de los seis canales principales de audiencia en el país. En Japón ya se habían emitido series de animación y series con actores reales adaptando mangas Yaoi en la televisión convencional, como Antique Bakery (1999-2002), pero la recepción por parte de la audiencia fue muy positiva y la crítica profesional también fue favorable. Cabe destacar que hasta entonces la promoción del género no enfatizaba que se tratara de romance entre personas del mismo sexo, sino empleando eufemismos como "romance entre personas" y rara vez mencionaban la minoría sexual LGTB en las sinopsis al promover series o películas. Sin embargo Ossan's Love se promocionó como una serie protagonizada por personajes homosexuales sin tapujos desde los afiches y pósteres de la serie. Y los estudios de audiencia concluyeron que la serie atrajo tanto a espectadores homosexuales como heterosexuales. La cuenta oficial de Instagram de la serie alcanzó los 400.000 seguidores y la de Musashi Kurosawa, el personaje interpretado por Kōtarō Yoshida, alcanzó los 500.000 seguidores en la misma red social. Así mismo el hastag #ossan'slove en Twitter logró ser tendencia mundial durante su estreno en 2018.
En IMDb la serie, computados 560 votos, obtiene una media ponderada de 7,5 sobre 10.